# 御守之心
《御守之心》是由台灣歌手黃鴻升演唱，滾石唱片於2010年7月8日發行的第一張單曲，收錄《戰隊系列》第34代《天裝戰隊護星者》台灣版舞台劇同名主題曲，而他亦於該舞台劇參演一角。

## 曲目
1. 御守之心
  - 《天裝戰隊護星者》台灣版舞台劇主題曲
  - 作曲：Fun4，作詞：丁丁，編曲：楊聲錚，監製：周志豪
2. 御守之心 眼淚結晶版
  - 《天裝戰隊護星者》台灣版舞台劇主題曲的另一編曲版本
  - 作曲：Fun4，作詞：丁丁，編曲：楊聲錚，監製：周志豪
3. 御守之心（Instrumental）
  - 《御守之心》的純音樂版本
  - 作曲：Fun4，編曲：楊聲錚，監製：周志豪
4. 御守之心 眼淚結晶版（Instrumental）
  - 《御守之心 眼淚結晶版》的純音樂版本
  - 作曲：Fun4，編曲：楊聲錚，監製：周志豪

## 唱片版本
- CD版

## 備註
1. ↑  YESASIA : 御守之心 鐳射唱片 - 小鬼 (黃鴻升), 滾石 (TW) （页面存档备份，存于），2011年12月31日 (一) 00:10 (UTC+8)查閱（繁體中文）